# ドレンテ十字軍
ドレンテ十字軍（ドレンテじゅうじぐん、英語:Drenther Crusade, オランダ語: Fries-Drentse Oorlog）とは、1228年から1232年まで約4年間続いた十字軍遠征。ドレンテはネーデルラント北東部に位置する地方で、そこに住む領主らが十字軍遠征の攻撃対象になった。十字軍を率いたのはネーデルラント北部のユトレヒト教会の司教にして司教領の君主ウィルブランドである。この十字軍の軍勢の大半はフリース人で構成されていた。同時代の資料の一つによれば、この十字軍は時の教皇グレゴリウス9世の許可を得ていたという。

## 概要
この十字軍は、長期に渡ったドレンテ領主対ユトレヒト司教領紛争の一環であり、行われた期間については諸説あるがおおよそ1228年から1232年とされている 。紛争の原因はドレンテの宗教的慣習とユトレヒト司教の権力とが対立したことで起きた。この地域的な紛争が十字軍へと発展した大きな要因は1227年にアンの戦いで当時のユトレヒト司教リッペのオットー2世が殺害されたことである 。これを受けてウィルブランドは教皇からドレンテに対する十字軍遠征の許可を得て、ついにドレンテは司教に抗った罪で異端認定をも受けてしまう。それに加えて司教ウィルブランドはフリース人らに対して、1228年の夏ごろから1230年あるいは1231年ごろの冬にかけて、キリスト教の説教によって十字軍に加入させることに成功した。遠征下において幾度かの戦闘が交わされたが、1232年9月、当初の目的を果たすことができないまま十字軍遠征は終結した。しかし両者間の地域的な紛争は1234年まで散発的に続いたとされる。
この戦争に関する主な資料は次の2つである。
- Gesta episcoporum Traiectensium (Deeds of the Bishops of Utrecht)
- Quaedam narracio（英語版） (A Certain Narrative of Groningen, Drenthe and Coevorden)

両者ともに1232年から1233年にかけて同時代の人物によって書かれている。2つとも司教側の視点で記されている。

## 背景
ドレンテ公国は神聖ローマ帝国の領邦（レーエン）の1つであり、ユトレヒト司教領の世俗的支配圏下に置かれていた。その上、ドレンテ地方はデーフェンテル・オルデンザール地方におけるキリスト教の教区にも属していたためユトレヒト司教の宗教的・精神的支配圏下にも置かれていた。この頃から起こっていたドレンテ地方の人々と司教側の人々との摩擦は司教側を脅かしつつあった。オランダの歴史家ベルナードは、当時ほぼ自由人となりつつあり自分たちの田畑や農民らによる組織を有していた農民らが、司教らにより再び農奴のように扱われてしまうのではないかと恐れていたであろうと主張している。また他の歴史家F. H. J. Dieperinkによると、ドレンテの農民らはすでに、教会に支払わなければならない十分の一税の献納と司教の権威を拒否していたとされる。

1350年頃のネーデルラントの勢力図
ユトレヒト司教領はこの頃ドレンテ地方も有していた。

また、この反乱は上記のような農民だけで行われたのではなく、地元の貴族らも参加していた。ドレンテの人々は女性たちも含めて皆総出でこの十字軍に立ち向かった。

### ドレンテ-フローニンゲン戦争

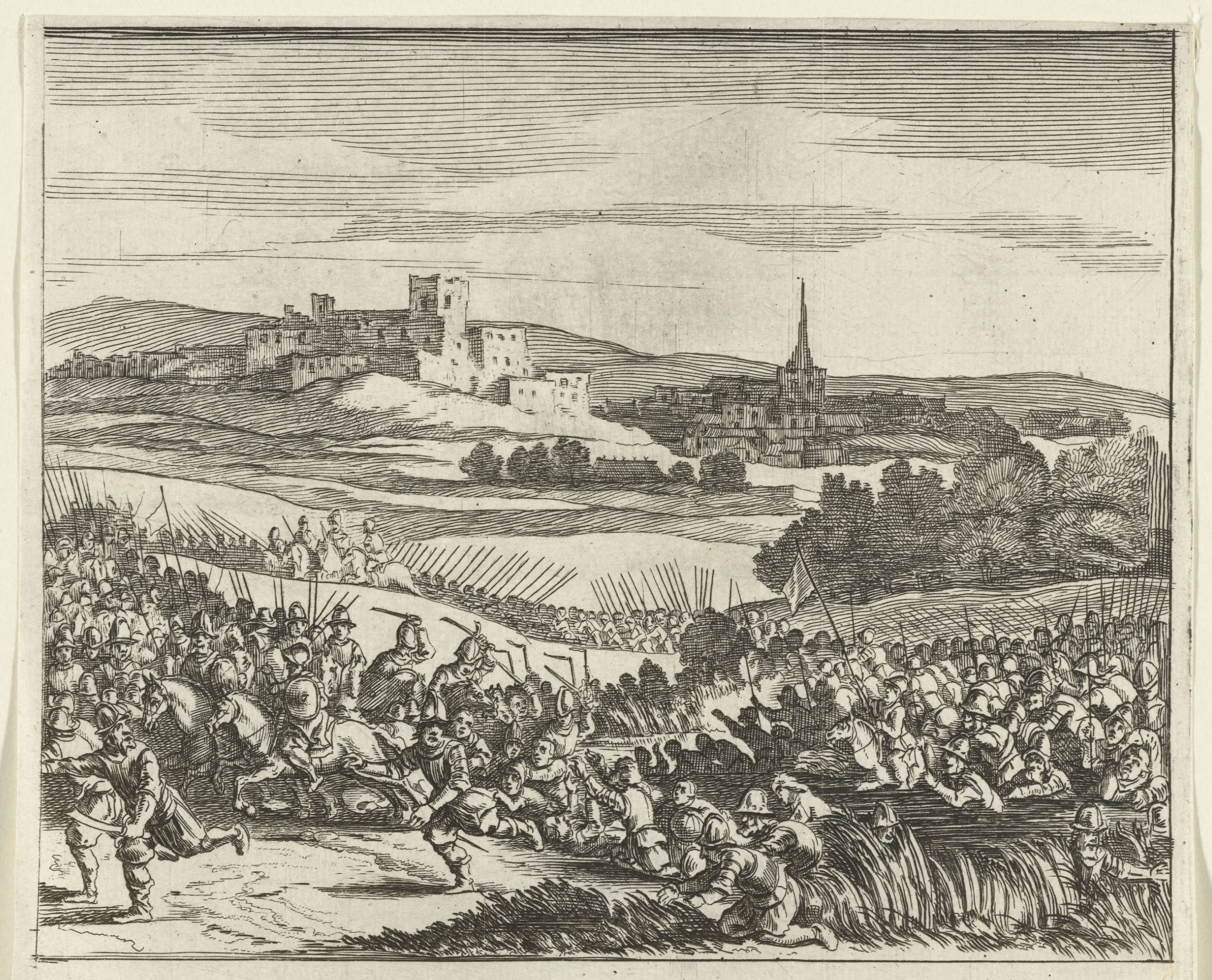
アンの戦い(1227年)。これがドレンテ十字軍の引き金になった。

1225年11月に当時のケルン大司教であるエンゲルベルトゥス が暗殺されて間もなく、1225年末あるいは1226年初頭にクーフォルデンのラドルフ率いるドレンテ人たちはフローニンゲンに侵攻し、この地の城伯であるエグベルトらに対し先手を打って進軍した。エグベルトはユトレヒト司教リッペのオットー2世と同盟を結んでおり、またフローニンゲン市で最も経済的影響力があったゲルキンゲン家もエグベルトに協力した。しかしこの戦争の大義名分をラドルフらは有しておらず、ラドルフはゲルキンゲン家の肩を持つことでいわばフローニンゲン市における内戦状態を名分にして戦争を引き起こそうとした。
ユトレヒト司教オットー2世は両者に対して戦闘を止めるよう促し、フローニンゲンまで出向いて平和的解決をするよう手配を整えようとしたものの、結局破棄される。司教オットーは再三休戦に向けた要求を伝え、自身の教区・領地であるユトレヒトに戻って軍を招集した。司教オットーがフローニンゲンに不在の間、エグベルトはフローニンゲン市の南東に位置するグリメン村に防衛拠点を敷いた。ラドルフはこの行動をフローニンゲン側の挑発と認識したが、エグベルトはなんとしてでも自身のフローニンゲンにおける統治権を守ろうとグリメン村を要塞化したのだった。
ドレンテ軍は要塞化されたグリメンに攻撃を仕掛け要塞を破壊し多くの捕虜を取ったため、エグベルトはフリジアまで撤退せざるを得なかった。エグベルトはフリジアにてフリース人部隊を招集しドレンテ人に攻略されたフローニンゲンまで進軍した。その後激しい戦闘の末、エグベルトはフローニンゲンを奪還し、ドレンテ人らを撤退に追い込んだ。
司教オットーはクーバーデンの南西に位置する街オメンにて軍を招集した。司教オットーはかつて第5回十字軍に参加したことがあるため、なんとかして多くの手練れな騎士たちを自身の旗下に呼び集めることが出来た。その騎士の中には自身の弟リッペのハーマン2世が派遣した騎士や、ケルン大司教ヘンリー1世が派遣した騎士などがいた。攻城のための道具や食料などをフェヒト川を通じて運搬するとともに司教オットーの軍勢はクーバーデンに向けて進軍した。
1227年6月27日、クーバーデンから6マイルの距離にある湿地帯にて司教オットー率いる司教軍とラドルフ率いる反乱軍が出会い、戦闘が始まった（アンの戦い）。司教オットーは旗下の騎士たちと共に討ち死にした。破れ去った司教軍はユトレヒトまで撤退した。このことを記した歴史書 Deeds of the Bishopsには、アンの地での戦いが新たな緊張とより緊迫した戦争を起こしてしまったとある。

### 十字軍の準備
ウィルブランドは、アンの戦いにて手傷を負ったゲルデルン公やアムステルの領主たちの説得に応じて、戦死した司教オットーの跡を継承した。 ウィルブランドはオランダ公やゲルデルン公と血縁である上、フリードリヒ2世にかつて教皇への使者として仕えていたこともあったからだ。その上、ウィルブランドはオットーと同様に、十字軍に従軍していた経験があった。（第4回十字軍）
ウィルブランドはユトレヒト司教に任命される頃、教皇の宮廷に滞在しており、この機会に教皇からドレンテに対する十字軍遠征の許可を得た可能性がある。 しかし、ドレンテ十字軍に対する教皇勅書の記録は残っていない。しかし歴史書Deeds of the Bishopsによるとウィルブランドは教皇より十字軍による贖宥状を授かったとの記述がある。 ウィルブランドはフリース人らに対してキリスト教の教えをもってして十字軍に参加するよう説得しそのまま十字軍の軍勢に組み込んだ。 ドレンテ人らに対する遠征は、ドレンテ人が司教に逆らい殺害までしたことにより異端認定を受けたことから、避けられない模様となった。
先ほどあげた歴史書 Deeds of the Bishops of Utrechtによると、ウィルブランド率いる十字軍は時の教皇グレゴリウス9世により許可されていた、と記述があるものの、教皇が関与していたとする証拠はその他にない上に、この十字軍遠征は司教自身が単独で行おうと思えば可能であった。
「ドイツ王」ハインリヒ（7世）は、アンの戦いの後、ドレンテ側を無法者であると言明したものの、ユトレヒト司教に対してはなんの援助もしなかった。

## 十字軍遠征
司教ウィルブランドはラドルフや彼の兄弟たちが率いる反乱軍をクーバーデンまで押し戻すことができ、1229年、ウィルブランドは統治権をそのまま保持することができた。つまり、反乱軍は目的をまだ果たせていなかった。そのためラドルフは再び戦争を始めようとした。しかしウィルブランドの軍勢はドレンテ勢より優勢となり、ラドルフは休戦を認めた。ラドルフらが交渉のためにハルデンベルグに赴いたものの、街に着くとラドルフはウィルブランドらに囚われ、1230年6月25日、そのまま処刑されてしまう。ラドルフの処刑で反乱軍は休戦規約を破棄し、戦争を再開した。しかしこれまでのような力は残っていなかった。
ラドルフの兄弟は処刑された首長ラドルフの跡を継いで反乱を継続させたため、ウィルブランドはフリース人やフローニンゲン市の市民らに対してドレンテ人の反乱制圧に協力するよう呼びかけた。フリース人らに加えて、Twente市やサラント市に居住する貴族たちまでもがウィルブランドに協力した。無名の歴史家が当時記したA Certain Narrativeという歴史書には、フリース人らは自ら進んでウィルブランドの援助をしたと強調されている。多くの市民や騎士らが傘下に入ったことで、ウィルブランドは自身の軍を2つに分けなければならないほどだった。
しかしクーバーデンの郊外に住む人々はドレンテ人らに味方した。1230年、司教の軍勢はクーバーデン郊外にて反乱軍に敗れたものの、ドレンテの砦を破壊することができた。そして1231年、両者は和解した。その内容は、ドレンテ側が賠償金を払い、ラドルフの弟フレデリックがクーバーデンの統治権を保持する、というものだった。
しかしこの平和も長くは続かなかった。両者の和平が成立したその年、ドレンテ人とその協力者たちが、司教側に奪われていたクーバーデン郊外の砦に再び攻めかかったのだ。この戦闘で多くのドレンテ人たちが命を落としたが、フローニンゲン軍はその砦を死守し、Zuidlarenをも制圧することに成功した。その一方でフローニンゲンの配下にいたフリース人部隊はこの戦で壊滅した。ドレンテ人を率いていたボルキュロのヘデリックはヴェストファーレンにて新兵を雇い、別のフリース人部隊も撃退した。
両者は幾度となく戦ったものの、1232年9月、十字軍遠征は中途半端な結果に終わった。

## その後
ウィルブランドは1233年に死去し、ユトレヒト司教座はオットー3世 (Otto III van Holland)が継承した。オットー3世は就任後すぐに多くの軍を集めた。この軍事力のおかげでドレンテとユトレヒト司教との間に新たに和平条約が結ばれ、ヘンデリックはクーバーデンにおける自領を安堵された。その後、ドレンテ人たちはアンの戦いで殺害した先々代のユトレヒト司教オットー2世とその配下の騎士たちを弔うためドレンテにシトー会の修道院を設立した。両者間の小競り合いは1240年には完全に終結し、ドレンテでの司教の宗教的権威は維持された。しかしユトレヒト司教が有する世俗的権威は失墜し、司教はドレンテ民を赦免した。